# Fermentación ácido mixta

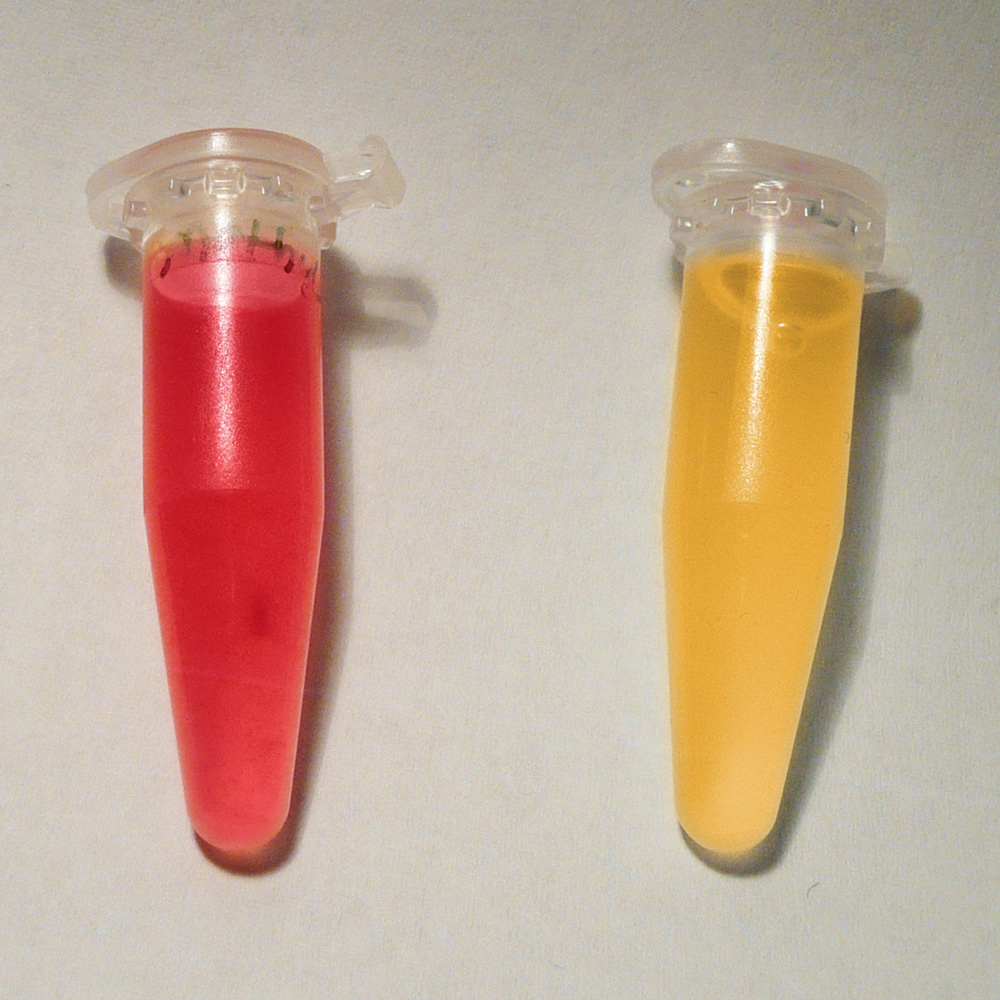
Prueba de rojo de metilo: Escherichia coli (izq.), demuestra un resultado positivo (el microorganismo ha producido una gran cantidad de ácido durante la fermentación de glucosa, detectada por el indicador de pH), y Enterobacter cloacae (der.) demuestra un resultado negativo (el microorganismo ha producido una cantidad pequeña o nula de ácido durante la fermentación de la glucosa).

Una fermentación ácida mixta es un tipo de fermentación anaeróbica, donde el producto es una compleja mezcla de ácidos, principalmente ácido láctico, acetato, succinato y formiato como así también etanol (a partir del Acetil CoA) y cantidades iguales de H
2 y CO
2 (a partir del formiato). Esto hace que se generen grandes cantidades de gas y se acidifique el medio.
Es característica de los miembros de la familia Enterobacteriaceae.